# Þorgeir Ljósvetningagoði
Þorgeir Ljósvetningagoði Þorkelsson (940 circa) è stato un lögsögumaður islandese dell'Althing islandese dal 985 al 1001.

## Biografia
Nell'anno 999 o 1000, l'assemblea legislativa islandese, cercando di evitare l'invasione da parte del re cristiano Olaf I di Norvegia, stava decidendo quale religione si dovesse praticare: Paganesimo norreno o Cristianesimo. La stessa assemblea era divisa tra chi aveva già abbracciato la nuova fede e chi no; al contempo si rendeva conto che la coesistenza di gruppi distinti con due fedi e regole differenti era problematica.
Þorgeir, sacerdote e capo pagano (un goði), dopo un giorno ed una notte di meditazione sotto un giaciglio in un rifugio, giunse alla conclusione che l'unico modo per evitare i contrasti con re Olaf di Norvegia e tra le fazioni di islandesi era optare per la conversione, ma con un compromesso: tutti sarebbero rimasti sotto la stessa legge, tutti si dovevano battezzare, in pubblico si sarebbe professato il Cristianesimo, ma in privato si sarebbe potuto continuare a sacrificare ai dei pagani, come sarebbero potute continuare le antiche tradizioni.
Dopo questa decisione, lo stesso Þorgeir divenne cristiano gettando in una cascata le statue dei propri idoli pagani. La cascata prese poi il nome di islandese di Goðafoss, "cascata degli dei".
La storia di Þorgeir è conservata nell'Íslendingabók di Ari Þorgilsson.